# Baroque (cépage)
Pour les articles homonymes, voir Baroque (homonymie).
Le Baroque est un cépage blanc de la vigne, originaire de Gascogne, cultivé dans le Béarn et dans le Tursan.

## Caractères ampélographiques
- Extrémité du jeune rameau cotonneux blanc à liseré carminé.
- Jeunes feuilles duveteuses, jaunâtres et bronzées sur les boselures
- Feuilles adultes, faiblement trilobée. Sinus pétiolaire en lyre étroite, sinus latéral supérieurs moyennement profonds, ouverts à fonds aigus, des dents anguleuses, moyennes, un limbe duveteux - pubescent.

## Aptitudes culturales
La maturité est de deuxième époque tardive : 20 jours après le chasselas.

## Synonymes
Le baroque est connu sous les noms de : baroca, barroque, blanc bordelais, blanc boudalès, blanc bourdalès, bordelais, bordelais blanc, bordeleza zuria, escripet, muscadelle de Nantes (par erreur), petit bordelais, plant bordelais, sable blanc.